# Huontuiniervogel
De huontuiniervogel (Amblyornis germanus) is een zangvogel uit de familie Prieelvogels (Ptilonorhynchidae). De soort werd in 1910 door Lionel Walter Rothschild als ondersoort van de goudkuiftuiniervogel beschreven en in 2022 op de IOC World Bird List gepubliceerd.

## Verspreiding en leefgebied
Deze soort is endemisch in Nieuw-Guinea en komt voor op het Huonschiereiland (provincie Morobe in Papoea-Nieuw-Guinea).

## Status
De huontuiniervogel komt niet als aparte soort voor op de lijst van het IUCN, maar is daar een ondersoort van de goudkuiftuiniervogel (A. macgregoriae germanus).